# Unabhängige Wählergemeinschaft für Münster
Die Unabhängige Wählergemeinschaft für Münster (kurz: UWG-MS) war eine Wählergemeinschaft, die 1999 erstmals mit einem Sitz in den Rat der Stadt Münster einzog und aus diversen Bürgerinitiativen hervorging. Ihre Hochzeit erreichte sie bei den Kommunalwahlen 2004, als sie zwei Vertreter in den Rat entsenden und dort zusammen mit dem Ratsherrn der ÖDP eine Fraktion bilden konnte. Neben dem Rat war die UWG-MS zu diesem Zeitpunkt auch in fünf der insgesamt sechs Bezirksvertretungen Münsters vertreten. Bei den Kommunalwahlen 2009 und 2014 gelang ihr der Einzug in den Rat nur noch mit einem Vertreter. Im Jahr 2020 wurde die Auflösung der UWG-MS beschlossen, so dass sie bereits bei der Kommunalwahl im selben Jahr nicht mehr antrat.

## Geschichte
Die UWG-MS errang 1999 erstmals ein Mandat im Stadtrat, das zuerst Karlheinz Nagels, Sozialwissenschaftler an der Fachhochschule Bielefeld, und ab 2001 Hannelore Wiesenack-Hauß besetzten. Nagels trat aus der UWG-MS ausgetreten und gründete 2008 die Wählervereinigung „Bürger Wehren Sich“, mit der er ursprünglich zur Kommunalwahl am 30. August 2009 antreten wollte. Die UWG-MS hatte für diese Wahl 10 Kandidaten für den Stadtrat, insgesamt 21 Kandidaten für die 6 Bezirksvertretungen und jeweils einen Kandidaten für alle 33 Wahlbezirke aufgestellt. Außerdem kandidierte Fritz Pfau als Oberbürgermeister-Kandidat für die UWG-MS und bekam 2,28 % der Stimmen.

## Fraktion UWG-MS/ÖDP ab 2004
Fraktionsvorsitzender der Fraktion UWG-MS/ÖDP war Fritz Pfau (früher CDU) von der UWG-MS. Außerdem war für die UWG-MS noch Hannelore Wiesenack-Hauß im Stadtrat vertreten, die bis 1996 Richterin am Landessozialgericht Nordrhein-Westfalen und im Jahr 2008 Sprecherin der Bürgerinitiative gegen die Musikhalle war. Die Fraktionsgemeinschaft zwischen der UWG-MS mit zwei Mandaten und dem Kreisverband der ÖDP mit einem Mandat wurde 2004 gegründet, um die Kommunalpolitik mit Fraktionsrechten gestalten zu können, was erst ab drei Mandaten möglich war. So wollte die Fraktion die Rechte nutzen, Anträge zu stellen, in Ausschüssen vertreten zu sein und im Ältestenrat der Stadt mitzuwirken. Es stellte sich nach der Wahl heraus, dass die beiden Wählergruppierungen viele ähnliche Ziele und politische Vorstellungen hatten und haben. Das betrifft insbesondere mehr Bürgernähe in der Politik mit aktiver Bürgerbeteiligung.